# Nikolaes Heinsius den äldre

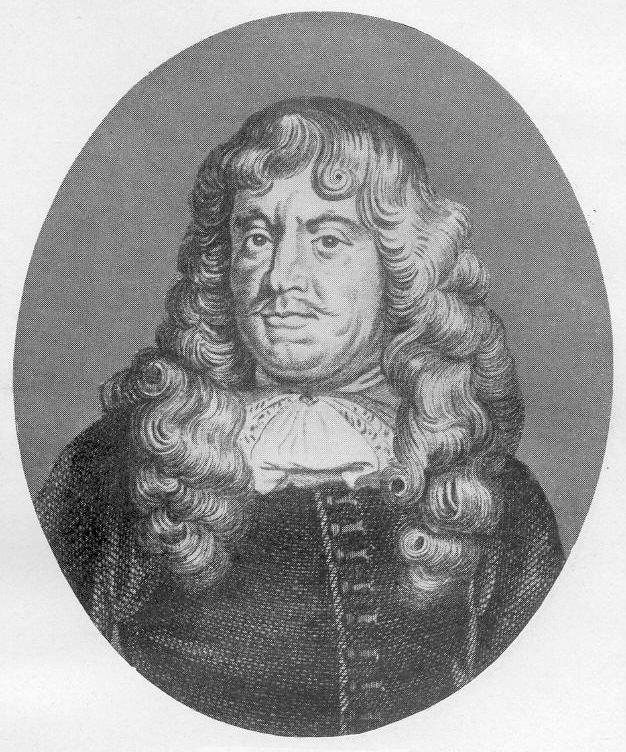
Nikolaes Heinsius den äldre.

Nicolaas eller Nikolaes Heinsius, född 20 juli 1620, död 7 oktober 1681 i Haag, nederländsk filolog och diplomat, son till Daniel Heinsius, far till Nikolaes Heinsius den yngre.
Heinsius företog 1645-48 en resa genom Frankrike och Italien för att studera latinska handskrifter och vann sådant rykte som textkritiker, att drottning Kristina, som Heinsius hyllat i dikter och dedikationer, 1649 kallade honom till Stockholm och gav honom i uppdrag att i Frankrike och Italien för hennes räkning uppköpa handskrifter, sällsynta böcker, mynt och antika konstskatter. 
Resan företogs 1651, och 1653 återkom Heinsius till Stockholm. 1654 utnämndes han till nederländska republikens resident vid svenska hovet, lämnade redan 1655 Sverige, men återvände som resident 1661 och stannade nu till 1669 samt var 1669-71 e.o. envoyé i Ryssland. År 1672 avgick han i en beskickning till Ostfriesland och Bremen. 
Heinsius textkritiska editioner av Claudianus, Ovidius, Prudentius, Vergilius, Valerius Flaccus och Velleius Paterculus var epokgörande. Hans latinska dikter (utgivna 1666) värderades högt av hans samtid. 